# Simone Baldasseroni
Simone Baldasseroni (Roma, 8 agosto 1977) è un pallavolista italiano.
Gioca nel ruolo di opposto nel Volley Cavriago.

## Carriera
La sua carriera iniziò nell'Ostiense San Paolo, squadra della provincia di Roma. L'esordio in massima serie avvenne nella stagione 1996-1997, nelle file di una delle squadre più forti del panorama nazionale, il Porto Ravenna Volley. Con essa vinse quello che è l'unico trofeo importante della sua carriera, la Coppa CEV 1997. Nello stesso anno conquistò sempre con il Porto Ravenna Volley la Junior League.
Per tutti gli anni novanta militò in formazioni delle serie minori, e il suo ritorno in Serie A1 risale al 2001, a Latina. La sua ultima apparizione nella massima serie è del campionato 2002-2003, con la maglia della Trentino Volley, come riserva di Andrea Sartoretti.
Dal 2004 al 2007 giocò con la Pallavolo Pineto, con la quale conquistò, nel 2005, la promozione in Serie A2. Nel 2007 avvenne il trasferimento nel il Volley Cavriago.
Approda nell'Hydra Volley Latina con il duplice ruolo di giocatore/allenatore nella stagione 2012/2013 contribuendo al doppio salto consecutivo, C-B2-B1 in sole 2 stagioni.

## Palmarès
- 1 Coppa CEV: 1997